# مرغ باران گولد
مرغ باران گولد (نام علمی: Pterodroma leucoptera) نام یک گونه از سرده مرغ باران خرمگسی است.